# Nogometni Klub Maribor 2011-2012
Questa voce raccoglie le informazioni riguardanti il Nogometni Klub Maribor nelle competizioni ufficiali della stagione 2011-2012.

## Rosa
| N. |                               | Ruolo | Calciatore                              |
| -- | ----------------------------- | ----- | --------------------------------------- |
| 3  | Slovenia (bandiera)           | D     | Matjaž Kek, Jr.                         |
| 4  | Slovenia (bandiera)           | D     | Jovan Vidovič                           |
| 5  | Slovenia (bandiera)           | C     | Željko Filipovič                        |
| 6  | Slovenia (bandiera)           | C     | Martin Milec                            |
| 7  | Slovenia (bandiera)           | D     | Aleš Mejač                              |
| 8  | Croazia (bandiera)            | C     | Dejan Mezga                             |
| 9  | Brasile (bandiera)            | A     | Marcos Magno Morales Tavares (capitano) |
| 10 | Macedonia del Nord (bandiera) | C     | Agim Ibraimi                            |
| 11 | Slovenia (bandiera)           | A     | Etien Velikonja                         |
| 12 | Slovenia (bandiera)           | P     | Marko Pridigar                          |
| 13 | Slovenia (bandiera)           | P     | Matej Radan                             |
| 17 | Slovenia (bandiera)           | A     | Dalibor Volaš                           |
| 20 | Slovenia (bandiera)           | C     | Goran Cvijanovič                        |
| 22 | Slovenia (bandiera)           | D     | Nejc Potokar                            |

| N. |                     | Ruolo | Calciatore                   |
| -- | ------------------- | ----- | ---------------------------- |
| 24 | Slovenia (bandiera) | D     | Dejan Trajkovski             |
| 26 | Slovenia (bandiera) | D     | Aleksander Rajčevič          |
| 27 | Slovenia (bandiera) | A     | Alen Ploj                    |
| 28 | Slovenia (bandiera) | D     | Mitja Viler                  |
| 30 | Slovenia (bandiera) | C     | Petar Stojanovič             |
| 31 | Croazia (bandiera)  | C     | Zoran Lesjak                 |
| 32 | Slovenia (bandiera) | A     | Robert Berič                 |
| 33 | Slovenia (bandiera) | P     | Jasmin Handanovič            |
| 34 | Slovenia (bandiera) | P     | Dragan Topič                 |
| 36 | Slovenia (bandiera) | D     | Aleš Majer                   |
| 44 | Brasile (bandiera)  | D     | Arghus                       |
| 70 | Slovenia (bandiera) | C     | Aleš Mertelj (vice capitano) |
| 92 | Slovenia (bandiera) | C     | Matic Črnic                  |